# Sandy Koufax
Sanford Koufax, nato Sanford Braun, detto Sandy (Brooklyn, 30 dicembre 1935), è un ex giocatore di baseball statunitense.
È stato uno dei più grandi lanciatori della storia del baseball, detentore di numerosi record, tra cui la distinzione di aver lanciato un perfect game, nel 1965. La sua intera carriera professionistica si è svolta con la maglia dei Dodgers, dal debutto, il 24 giugno 1955 fino al 1958 nella sua città natale, Brooklyn, e poi a Los Angeles, fino alla sua ultima partita, il 2 ottobre 1966, quando aveva solo 31 anni, a causa dell'artrite che lo perseguitava. Con i Dodgers, ha vinto 4 World Series. Nelle World Series è stato eletto MVP per due volte (1963 e 1965).
Batteva destro e tirava mancino. In tutta la sua carriera ha segnato una record di partite Vinte-Perse di 165-87; la sua media PGL (ERA in inglese) è stata di 2,76 ed ha messo a segno un totale di 2396 strikeout. Tra i suoi record ci sono 4 no-hitter e 7 partecipazioni all'All-Star Game. Nel 1972 è stato eletto membro della Baseball Hall of Fame.

## Carriera

### Inizi e Minor League
Sanford Braun nacque nel distretto newyorkese di Brooklyn da una famiglia ebrea, e crebbe nel quartiere di Borough Park. I suoi genitori, Evelyn Lichtenstein e Jack Braun, divorziarono quando Sandy aveva tre anni. Quando aveva nove anni, sua madre si risposò con Irving Koufax, dal quale prese il cognome. Poco tempo dopo il matrimonio, la famiglia si trasferì a Long Island, nel villaggio di Rockville Centre. Frequentò la Lafayette High School e intorno al secondo anno di superiori, la famiglia Koufax tornò a Brooklyn, trasferendosi nel quartiere di Bensonhurst.
In età giovanile, Koufax era maggiormente attratto dalla pallacanestro che dal baseball, tanto che i suoi contatti con una mazza avvennero come ricevitore o prima base, mai come lanciatore. Riserva della squadra delle matricole dell'università di Cincinnati, nel 1954 si recò con un amico al seguito della squadra di baseball, in trasferta in Florida per gli allenamenti primaverili. Provato per la prima volta nel ruolo di lanciatore, Koufax lanciò talmente forte da spaventare due ricevitori, che piuttosto che ricevere i suoi lanci, abbandonarono la squadra. Promosso subito lanciatore, Koufax attirò nel suo primo anno da giocatore di baseball l'attenzione di vari osservatori delle leghe maggiori, e al termine di un provino in cui mostrò la sua forza dei suoi lanci, ottenne un contratto da professionista con i Brooklyn Dodgers, la squadra del suo distretto di nascita.
Visto che la maggior parte del contratto firmato da Koufax (14.000 dollari su 20.000) derivava da un bonus alla firma, il giovane lanciatore fu interessato dalla regola in vigore all'epoca del cosiddetto bonus baby, che prevedeva per le squadre che firmavano giovani giocatori con un bonus superiore a 4.000 dollari l'obbligo di tenerli in squadra per almeno due anni, prima di mandarli eventualmente nelle leghe minori. Per far posto al nuovo lanciatore, i Dodgers furono costretti a cedere Tommy Lasorda, che in seguito sarebbe stato il manager della squadra per oltre 20 anni.

### Major League

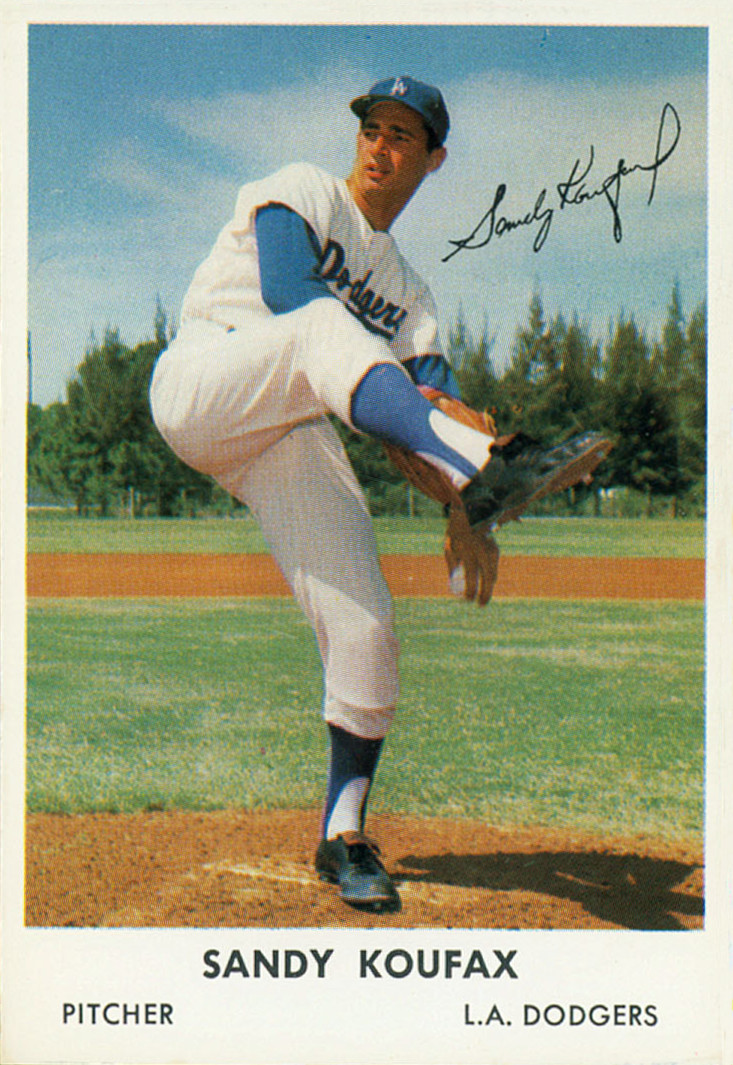
Koufax in una figurina del 1962

La prima stagione della sua carriera da professionista ebbe il suo momento migliore il 27 agosto 1955, quando Koufax lanciò il primo shutout della sua carriera, arrivando molto vicino al no-hitter. Ancora giovane e inesperto, visse in panchina il suo primo titolo assoluto, quando in autunno i Dodgers superarono dopo sette drammatiche partite i rivali di sempre, gli Yankees nelle World Series 1955.
Il 1956 non fu migliore per il giovane Koufax, poco considerato dal suo allenatore, Walter Alston, tanto che il suo mancato utilizzo fu motivo anche di diverbi tra lo stesso Alston e la stella dei Dodgers, Jackie Robinson. Nel 1957 Koufax guadagnò la sua prima vittoria in una partita completa, realizzando 13 strikeout e ottenne la distinzione di essere l'ultimo lanciatore della storia dei Brooklyn Dodgers, visto che il 29 settembre lanciò nell'ultimo inning dell'ultima partita dei Dodgers prima che questi si spostassero a Los Angeles.
I tre anni seguenti non furono migliori: ogni volta che Koufax cominciava a mostrare il proprio potenziale, incidenti di gioco ne rallentavamo l'ascesa: ai 18 strikeout ottenuti contro Philadelphia nel settembre del 1959, record eguagliato per una singola partita, fecero da contraltare le prestazioni sfortunate nelle World Series del mese dopo, anche se Koufax poté comunque fregiarsi del titolo di campione, visto che i Dodgers prevalsero in 6 partite contro i Chicago White Sox. Deluso dal proprio rendimento e dal poco spazio che continuava ad avere in squadra, Koufax decise di abbandonare l'attività agonistica al termine del 1960.
Koufax ritornò invece in squadra per la stagione successiva, e grazie a un accorgimento tecnico suggeritogli dal proprio ricevitore, Norm Sherry, cominciò a diventare il lanciatore dominante che tutti pensavano potesse essere. Sherry convinse il suo lanciatore che la prima parte del suo movimento di caricamento per il lancio era troppo accentuato, e questo lo portava troppo all'indietro, non consentendogli di avere una visione chiara della zona di strike. Dopo un iniziale periodo di adattamento a un nuovo sistema di caricamento più lineare, Koufax iniziò a mostrare tutta la sua potenza, che lo avrebbe portato negli anni seguenti, fino al suo ritiro, a riscrivere più volte i libri dei record. Nel 1999 fu inserito da The Sporting News‍ al 26º posto nella classifica dei migliori cento giocatori di tutti i tempi.

## Palmarès

### Club
- World Series: 4

Brooklyn Dodgers: 1957
Los Angeles Dodgers: 1959, 1963, 1965

### Individuale
- MVP della National League: 1

1963
- MLB All-Star: 7

1961-1966
- Cy Young Award: 3

1963, 1965, 1966
- MVP delle World Series: 2

1963, 1965
- Tripla corona: 3

1963, 1965, 1966
- Leader della MLB in vittorie: 3

1963, 1965, 1966
- Leader della National League in media PGL: 5

1962–1966
- Leader della National League in strikeout: 4

1961, 1963, 1965, 1966
- Lanciatore di una partita perfetta (9 settembre 1965)
- Numero 32 ritirato dai Los Angeles Dodgers
- Major League Baseball All-Century Team